# Latarnia morska Whitby
Latarnia morska Whitby – latarnia morska położona na wybrzeżu hrabstwa North Yorkshire, na klifach około 5 kilometrów na południowy wschód od wejścia do portu w Whitby, z którego w 1768 roku James Cook wyruszył na swoją pierwszą wyprawę.
Została zaprojektowana przez Jamesa Walkera i zbudowana na Ling Hill w 1858 roku. Pierwotnie była to para latarni znanych jaki High Light oraz South Light, których celem było wskazać pozycję Whitby Rock. W 1890 roku na High Light zostało zainstalowane mocniejsze światło, a South Light zostało zamknięte.
Latarnia została zelektryfikowana w 1976 roku, a w pełni zautomatyzowana w 1992.
Zasięg światła białego wynosi 18 Mm, a czerwonego 16 Mm, wysyłany sygnał biały i czerwone światło pulsujące w przeciwnej fazie z okresem 5 sekund. Obecnie stacja jest monitorowana z Trinity House Operations & Planning Centre w Harwich.